# 케빈 탠처론
케빈 하윅 탠처론(영어: Kevin Harwick Tancharoen, 1984년 4월 23일 ~ )은 미국의 안무가, 텔레비전 프로듀서, 영화 감독이다. 영화 《페임》(2009)과 대전 게임 모탈 컴뱃 시리즈의 실사 단편 영상의 연출로 이름을 알렸으며, 누나인 모리사 탠처론과 같이 《실드의 요원들》의 제작에 참여하였다. 《플래시》, 《슈퍼걸》 프로듀싱에도 이름을 올렸다.

## 출연 작품
- 모탈 컴뱃 (2013)
- 업로디드: 더 아시안 아메리칸 무브먼트 (2012)
- 글리: 더 3D 콘서트 무비 (2011)
- 페임 (2009)
- 유 갓 서브드 (2004)